# American Wire Gauge

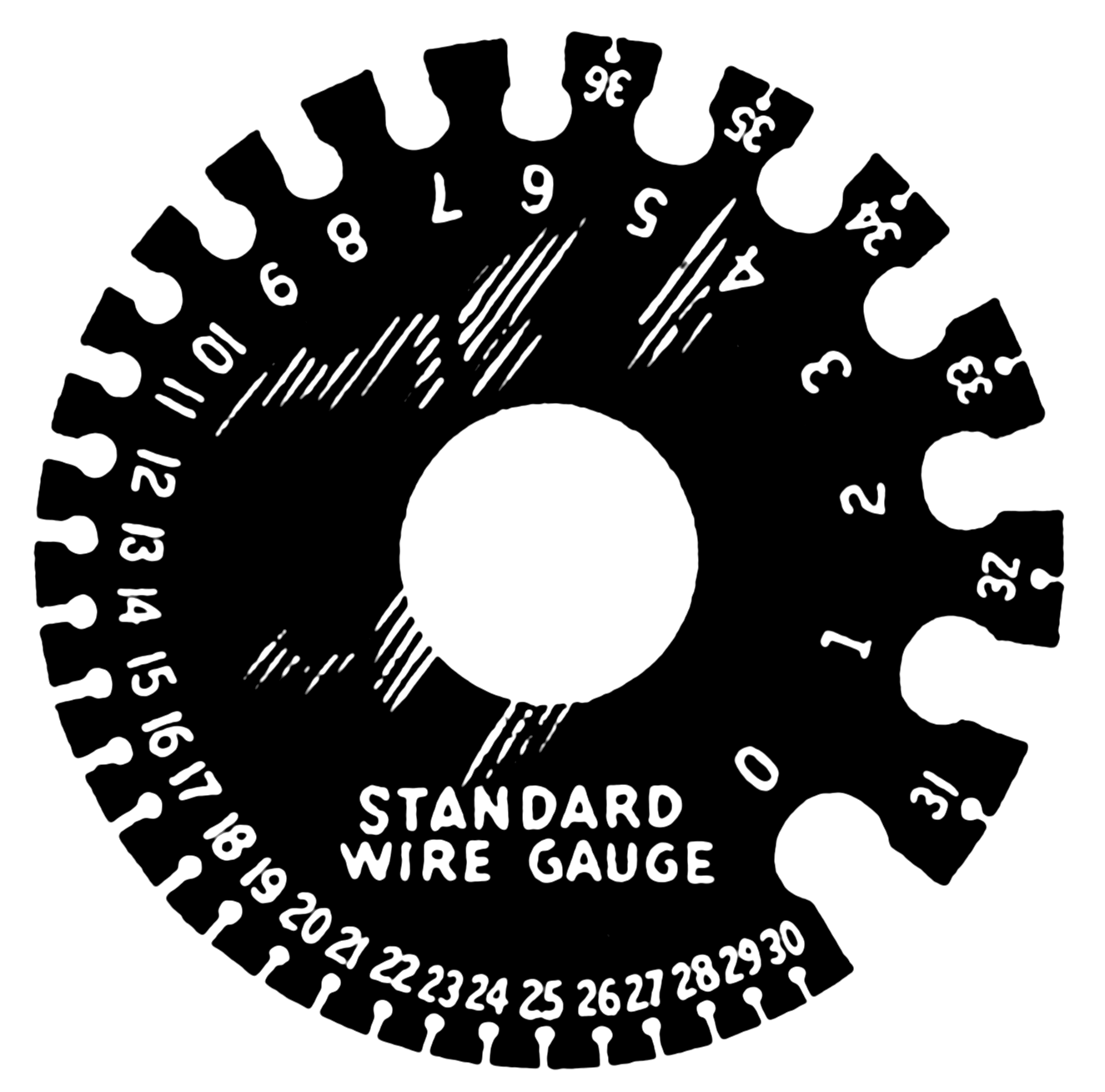
Lehre gemäß dem AWG

American Wire Gauge, abgekürzt AWG, im englischsprachigen Raum auch unter der Bezeichnung Brown & Sharpe wire gauge bekannt, ist eine Kodierung für Drahtdurchmesser und wird überwiegend in Nordamerika verwendet. In der im Rahmen der Globalisierung einhergehenden Internationalisierung der Fertigung technischer Produkte ist die Kodierung in zahlreichen weiteren Industriestaaten in Verwendung. Sie kennzeichnet elektrische Leitungen aus Litzen und massivem Draht und wird vor allem in der Elektrotechnik zur Bezeichnung des Querschnitts von Adern verwendet. Das System wurde 1857 von Joseph Rogers Brown (1810–1876) bei dem Unternehmen Brown & Sharpe eingeführt.

## Herleitung
Das System American Wire Gauge basiert auf dem Herstellverfahren von Drähten und drückt die Anzahl der Ziehschritte des Drahtes aus. Weil sich (Kupfer)-Draht während des Ziehens verfestigt, besteht ab einem Grenzwert Reißgefahr. Daher ist das Maß des Ziehens begrenzt. Erst nach einer Wärmebehandlung (Weichglühen) kann der Draht weiter gezogen werden. Durch jeden Zug wird – bei gleichbleibendem Volumen – der Draht dünner und länger.
Festgelegt sind die Durchmesser für zwei Stufen:
| Größe              | Durchmesser   | Durchmesser |
| Größe              | Zoll (Inch ″) | mm          |
| ------------------ | ------------- | ----------- |
| 0000 AWG (4/0 AWG) | 0,460         | 11,680      |
| 36 AWG             | 0,005         | 00,127      |

Der Standard ASTM B 258-02 definiert das Durchmesserverhältnis von aufeinanderfolgenden AWG-Größen als:
{\displaystyle {\frac {d_{{\text{AWG}}-1}}{d_{\text{AWG}}}}={\sqrt[{39}]{\frac {0{,}46}{0{,}005}}}=1{,}1229322}
Hieraus lässt sich die Formel zur Berechnung des Durchmessers aus der AWG-Zahl a herleiten:
{\displaystyle d_{\text{Zoll}}=0{,}005~{\text{Zoll}}\cdot 92^{\frac {36-a}{39}}}
bzw.
{\displaystyle d_{\text{mm}}=0{,}127~{\text{mm}}\cdot 92^{\frac {36-a}{39}}}
Im Standard ist festgelegt, dass die Durchmesser in den Tabellen nicht mehr als vier signifikante Stellen, bezogen auf die Einheit Inch, umfassen sollen. Die Auflösung soll 0,1 mil für 44 AWG und 0,01 mil für 45 AWG aufsteigend umfassen.
Die Berechnung der AWG-Zahl a aus dem Durchmesser erfolgt durch:
{\displaystyle a=-39\cdot \log _{92}\left({\frac {d_{\text{Zoll}}}{0{,}005~{\text{Zoll}}}}\right)+36=-39\cdot \log _{92}\left({\frac {d_{\text{mm}}}{0{,}127~{\text{mm}}}}\right)+36}
Dabei sind auch negative Werte von AWG möglich, die als 00 AWG, 000 AWG und 0000 AWG (0,46″) geschrieben werden.
Mehr- und feindrähtige Leitungen (Litzen) weisen wegen der Hohlräume zwischen den aneinanderliegenden (runden) Einzeldrähten einen um 13 % bis 14 % größeren Gesamtdurchmesser auf.

## Tabelle für AWG-Drähte (eindrähtige Leiter)
Die vollzogene Umrechnung mit obiger Formel in Längeneinheiten zeigt die folgende Tabelle.
(1 Zoll = 25,4 mm; 1 kcmil = 0,5067 mm²)
Der spezifische Widerstand von Kupfer wurde zu 0,0178 Ω mm²/m angenommen.
Bevorzugte Größen sind hervorgehoben. Die als Äquivalent angegebenen Querschnitte sind die von den europäischen Herstellern empfohlenen Ersatztypen in den üblichen metrischen Abstufungen.
| AWG        | Durchmesser | Durchmesser | Querschnitt | Querschnitt | R (Ω/km) | Metrisches Äquivalent (mm²) | SWG | BWG (Stubs) | W&M |
| AWG        | Zoll        | mm          | kcmil       | mm²         | R (Ω/km) | Metrisches Äquivalent (mm²) | SWG | BWG (Stubs) | W&M |
| ---------- | ----------- | ----------- | ----------- | ----------- | -------- | --------------------------- | --- | ----------- | --- |
| 0000 (4/0) | 0,4600      | 11,68       | 211,6       | 107,2       | 0,1660   | 120                         |     |             |     |
| 000 (3/0)  | 0,4096      | 10,40       | 167,8       | 85,03       | 0,2093   | 95                          |     |             |     |
| 00 (2/0)   | 0,3648      | 9,266       | 133,1       | 67,43       | 0,2640   | 70                          |     |             |     |
| 0 (1/0)    | 0,3249      | 8,251       | 105,5       | 53,48       | 0,3329   |                             |     |             |     |
| 1          | 0,2893      | 7,348       | 83,69       | 42,41       | 0,4197   | 50                          |     |             |     |
| 2          | 0,2576      | 6,544       | 66,37       | 33,63       | 0,5293   | 35                          |     |             |     |
| 3          | 0,2294      | 5,827       | 52,63       | 26,67       | 0,6674   |                             |     |             |     |
| 4          | 0,2043      | 5,189       | 41,74       | 21,15       | 0,8416   | 25                          |     |             |     |
| 5          | 0,1819      | 4,621       | 33,10       | 16,77       | 1,061    |                             |     |             |     |
| 6          | 0,1620      | 4,115       | 26,25       | 13,30       | 1,338    | 16                          |     |             | 8   |
| 7          | 0,1443      | 3,665       | 20,82       | 10,55       | 1,687    |                             | 9   |             |     |
| 8          | 0,1285      | 3,264       | 16,51       | 8,366       | 2,128    | 10                          | 10  |             |     |
| 9          | 0,1144      | 2,906       | 13,09       | 6,634       | 2,683    |                             |     |             |     |
| 10         | 0,1019      | 2,588       | 10,38       | 5,261       | 3,383    | 6                           |     |             |     |
| 11         | 0,09074     | 2,305       | 8,234       | 4,172       | 4,266    |                             |     |             |     |
| 12         | 0,08081     | 2,053       | 6,530       | 3,309       | 5,380    | 4                           | 14  |             | 14  |
| 13         | 0,07196     | 1,828       | 5,178       | 2,624       | 6,784    |                             | 15  | 15          | 15  |
| 14         | 0,06408     | 1,628       | 4,107       | 2,081       | 8,554    | 2,5                         | 16  |             |     |
| 15         | 0,05707     | 1,450       | 3,257       | 1,650       | 10,79    |                             |     |             |     |
| 16         | 0,05082     | 1,291       | 2,583       | 1,309       | 13,60    | 1,5                         |     |             |     |
| 17         | 0,04526     | 1,150       | 2,048       | 1,038       | 17,15    |                             |     |             |     |
| 18         | 0,04030     | 1,024       | 1,624       | 0,8230      | 21,63    | 1                           | 19  |             |     |
| 19         | 0,03589     | 0,9116      | 1,288       | 0,6527      | 27,27    | 0,75                        | 20  |             |     |
| 20         | 0,03196     | 0,8118      | 1,022       | 0,5176      | 34,39    | 0,75                        |     |             | 21  |
| 21         | 0,02846     | 0,7229      | 0,8101      | 0,4105      | 43,36    | 0,5                         | 22  | 22          | 22  |
| 22         | 0,02535     | 0,6438      | 0,6424      | 0,3255      | 54,68    | 0,34                        |     | 23          |     |
| 23         | 0,02257     | 0,5733      | 0,5095      | 0,2582      | 68,95    |                             |     |             |     |
| 24         | 0,02010     | 0,5106      | 0,4040      | 0,2047      | 86,94    | 0,25                        | 25  | 25          | 25  |
| 25         | 0,01790     | 0,4547      | 0,3204      | 0,1624      | 109,6    |                             | 26  | 26          | 26  |
| 26         | 0,01594     | 0,4049      | 0,2541      | 0,1288      | 138,2    | 0,14                        |     | 27          |     |
| 27         | 0,01420     | 0,3606      | 0,2015      | 0,1021      | 174,3    |                             |     | 28          |     |
| 28         | 0,01264     | 0,3211      | 0,1598      | 0,08098     | 219,8    | 0,09                        |     |             |     |
| 29         | 0,01126     | 0,2859      | 0,1267      | 0,06422     | 277,2    |                             |     |             |     |
| 30         | 0,01003     | 0,2546      | 0,1005      | 0,05093     | 349,5    |                             | 33  | 31          |     |
| 31         | 0,008928    | 0,2268      | 0,07970     | 0,04039     | 440,7    |                             |     | 32          | 36  |
| 32         | 0,007950    | 0,2019      | 0,06321     | 0,03203     | 555,8    |                             |     | 33          | 38  |
| 33         | 0,007080    | 0,1798      | 0,05013     | 0,02540     | 700,8    |                             |     | 34          | 40  |
| 34         | 0,006305    | 0,1601      | 0,03975     | 0,02014     | 883,7    |                             |     |             | 42  |
| 35         | 0,005615    | 0,1426      | 0,03152     | 0,01597     | 1114     |                             |     |             | 45  |
| 36         | 0,005000    | 0,1270      | 0,02500     | 0,01267     | 1405     |                             |     | 35          | 47  |
| 37         | 0,004453    | 0,1131      | 0,01983     | 0,01005     | 1772     |                             | 41  |             | 50  |
| 38         | 0,003965    | 0,1007      | 0,01572     | 0,007967    | 2234     |                             | 42  | 36          |     |
| 39         | 0,003531    | 0,08969     | 0,01247     | 0,006318    | 2817     |                             | 43  |             |     |
| 40         | 0,003145    | 0,07987     | 0,009888    | 0,005010    | 3553     |                             | 44  |             |     |
| 41         | 0,002800    | 0,07113     | 0,007842    | 0,003973    | 4480     |                             | 45  |             |     |
| 42         | 0,002494    | 0,06334     | 0,006219    | 0,003151    | 5649     |                             |     |             |     |
| 43         | 0,002221    | 0,05641     | 0,004932    | 0,002499    | 7123     |                             |     |             |     |
| 44         | 0,001978    | 0,05023     | 0,003911    | 0,001982    | 8982     |                             | 47  |             |     |
| 45         | 0,001761    | 0,04473     | 0,003102    | 0,001572    | 11326    |                             |     |             |     |
| 46         | 0,001568    | 0,03984     | 0,002460    | 0,001246    | 14282    |                             | 48  |             |     |
| 47         | 0,001397    | 0,03547     | 0,001951    | 0,0009884   | 18009    |                             |     |             |     |
| 48         | 0,001244    | 0,03159     | 0,001547    | 0,0007838   | 22709    |                             |     |             |     |
| 49         | 0,001108    | 0,02813     | 0,001227    | 0,0006216   | 28636    |                             |     |             |     |
| 50         | 0,0009863   | 0,02505     | 0,0009728   | 0,0004929   | 36110    |                             | 50  |             |     |

## Zusammensetzung von mehrdrähtigen Leitern
Bei der Zusammensetzung von mehrdrähtigen Leitern wie beispielsweise Litzen können die elektrischen Eigenschaften gleicher AWG-Nenngrößen erheblich voneinander abweichen und entsprechen nicht den obigen Angaben für eindrähtige Leiter (Volldrähte). So sind beispielsweise die elektrisch effektiven Querschnitte bei Litzendraht mit identer AWG-Zahl nicht gleich denen eines Volldrahtes.
In folgenden Tabellen ist der Aufbau von gängigen mehr- und feindrähtigen Leitern des AWG-Systems dargestellt. Weitere hier nicht angeführte Zusammensetzungen sind möglich.
| Größe AWG               | 36   | 34   | 32         | 30         | 28         | 27   | 26               | 24                     | 22               | 20                           | 18                           | 16                            | 14                      | 12                      | 10                 | 8                   | 6                     | 4                     | 2                            | 1                            |
| ----------------------- | ---- | ---- | ---------- | ---------- | ---------- | ---- | ---------------- | ---------------------- | ---------------- | ---------------------------- | ---------------------------- | ----------------------------- | ----------------------- | ----------------------- | ------------------ | ------------------- | --------------------- | --------------------- | ---------------------------- | ---------------------------- |
| Einzeldrähte Anzahl×AWG | 7×44 | 7×42 | 7×40 19×44 | 7×38 19×42 | 7×36 19×40 | 7×35 | 7×34 10×36 19×38 | 7×32 10×34 19×36 41×40 | 7×30 19×34 26×36 | 7×28 10×30 19×32 26×34 41×36 | 7×26 16×30 19×32 41×34 65×36 | 7×24 19×28 26×30 65×34 105×36 | 7×22 19×27 41×30 105×34 | 7×20 19×26 60×30 165×34 | 37×26 49×27 105×30 | 49×25 133×29 655×36 | 133×27 259×30 1050×36 | 133×25 259×27 1666×36 | 133×23 259×26 655×30 2646×36 | 133×22 259×25 817×30 2109×34 |

| Bezeichnung  | Einzeladern      | Einzeladern | Querschnitt |
| Bezeichnung  | Zahl             | Größe       | Querschnitt |
| ------------ | ---------------- | ----------- | ----------- |
| 14 AWG 7/22  | 7 (mehrdrähtig)  | 22 AWG      | 2,28 mm²    |
| 14 AWG 41/30 | 41 (feindrähtig) | 30 AWG      | 2,09 mm²    |

## Abgeleitete Anwendungen
Die Bezeichnung der AWG-Größe (z. B. AWG 32) wird in der Wire-Wrap-Technik zur Bestimmung des Wickeleinsatzes benötigt.
Auch bei vielen Elektronik-Steckverbindern wird der Aderdurchmesser vorzugsweise in AWG angegeben. Die Einhaltung ist insbesondere bei Schneidklemmverbindern wichtig.

## Andere Drahtkodierungen
International sind Kabel nach dem Querschnitt durch IEC 60228 genormt.
Neben dem American Wire Gauge existieren in Großbritannien Imperial Standard Wire Gauge (ISWG), auch einfach Standard Wire Gauge (SWG) genannt, und Birmingham Wire Gauge (BWG), auch Stubs’ Wire Gauge genannt, die ebenso durch einen Zahlencode gekennzeichnet sind. Eine weitere Drahtkodierung ist die von Washburn & Moen (W&M).
Auch für das Ausgangsmaterial von Bohrern ist in angloamerikanischen Staaten noch immer eine eigene Kodierung, der Drill wire gauge, in Anwendung. Die Spanne umfasst den Bereich von #107 mit 0,0483 mm als kleinstem bis #Z mit 10,4902 mm als größtem Stahldrahtdurchmesser.